# C2H6O6S2
化学式C2H6O6S2（摩尔质量：190.2 g/mol）可能指：
- 乙二磺酸
  - 1,1-乙二磺酸，CAS号：179400-02-3 
  - 1,2-乙二磺酸（英语：Ethanedisulfonic acid），CAS号：110-04-3
- 二(甲磺酰基)过氧化物，CAS号：1001-62-3
- 甲二磺酸单甲酯，CAS号：855472-46-7
- O-甲基硫酸甲磺酸酐，CAS号：10507-04-7